# Lucia Bartolini
Pour les articles homonymes, voir Bartolini.
Lucia Bartolini (née le 23 août 1944 à Florence) est une architecte et designer italienne. Elle fait partie du mouvement de l'architecture radicale avec le groupe Archizoom. Elle conçoit surtout du mobilier et des vêtements. À partir de 1992, elle se reconvertit dans l’œnologie et les techniques viticoles.

## Biographie
Lucia Morozzi naît à Florence le 23 août 1944, en pleine guerre, d'un père peintre et d'une mère femme au foyer. Dès l'enfance elle est initiée à la gastronomie dans sa famille. Elle étudie à la faculté d’architecture de l’université de Florence à partir de 1963 et y rencontre Dario Bartolini (1943-) qu'elle épouse en 1969,.
En 1968, Lucia Morozzi Bartolini et Dario Bartolini rejoignent le groupe Archizoom, fondé à Florence en 1966 par Andrea Branzi, Gilberto Corretti, Paolo Deganello et Massimo Morozzi, une agence active dans l'architecture radicale, un mouvement expérimental des années 1960-1975 qui veut rompre avec les contraintes de l'architecture
Les membres d'Archizoom travaillent dans de nombreux domaines du design, conception d'objets, habillement, conception de meubles et aussi urbanisme. Les membres cherchent à libérer l'architecture de ses contraintes et rejettent le conformisme.
En 1971, Archizoom, à partir des recherches de Dario et de Lucia Bartolini, commence à expérimenter l'habillement, abordant le stylisme comme un projet d'architecture à l'échelle du corps. 
Lucia Bartolini, qui a des compétences en couture, initie des projets textiles : 
- Dressing Design: Nearest Habitat System, en lien avec le projet de la "No-Stop City" est un système sauvage de combinaison de vêtements[5].

- "Dressing is easy" est un kit de réalisation mis au point pour permettre de réaliser ses propres vêtements, avec un manuel d'instructions illustré, des ciseaux, du fil, des aiguilles, un système de découpe et de couture. Le projet est illustré dans une vidéo. Vogue lance l'idée dans un article photographié par Oliviero Toscani et Ello Fiorucci accepte de financer le projet mais il ne sera jamais produit commercialement. Il a cependant été présenté dans le magazine d'architecture Casabella et présenté en animation stop-motion à la XVe Triennale de Milan en 1973[6],[7].

Une de ses œuvres les plus célèbres avec Archizoom est Le canapé Safari (1968) créé avec Andrea Branzi, Paolo Deganello, Gilberto Corretti, Massino Morozzi, Dario Bartolini et édité par Poltronova. Ce canapé en forme de fleur géante est constitué de quatre blocs en fibre de verre à l’intérieur desquels sont creusées les assises recouvertes de mousse de latex. 
Dream Beds (1967) : ces quatre lits, caricatures de kitsch, sont le résultat d'un projet de l'architecte Ettore Sottsass, qui demande à chacun des membres fondateurs d'Archizoom de concevoir un lit,,.
Le groupe Archizoom est dissout en 1974.
Après 1974, Lucia Morozzi Bartolini travaille avec Dario Bartolini sur des projets textiles comme l'habit traditionnel libyen, une collaboration avec les industries textiles du Casentinesi, la société de vêtements Obergin pour les aspects technologiques.  Ils créent des livres pour Arnoldo Mondadori, notamment I libri a strisce, des livres actifs avec les personnages de Charles Schulz. Ils conseillent la municipalité de Florence pour la mise en œuvre du projet RIBES et sa communication.
En 1992, Lucia Morozzi Bartolini reprend des études et entre à la faculté d'agriculture. Elle étudie les technologies alimentaires, la viticulture et l'œnologie.
Les œuvres de Lucia Bartolini sont visibles au MOMA, au Centre Pompidou, au Musée Boijmans Van Beuningen de Rotterdam.

## Expositions

### Avec Archizoom
- 1966 : Superarchitettura, Jolly 2 Gallery, Pistoia[13]
- 1967 : Superarchitettura, Modène
- 1967 : Institut d'art contemporain, Villeurbanne[9]
- 1968 : XIVe Triennale de Milan[13]
- 1973 : XVe Triennale de Milan[13]
- 1972 : Italy : The New Domestic Landscape, Moma, New York[13]

## Publications
- Dario Bartolini, Lucia Bartolini, M. Macintosh (Trad.), Acque meridiane, Maschietto Editore, 2001  (ISBN 978-8887700640)